# Коморово-Жулавске
Коморово-Жулавске (пол. Komorowo Żuławskie) — остановочный пункт в д. Коморово-Жулавске в гмине Эльблонг, в Варминьско-Мазурском воеводстве Польши. Имеет 2 платформы и 2 пути.
Остановочный пункт на железнодорожной линии Мальборк — Калининград, построен когда эта территория была в составе Королевства Пруссия.